# TV JOJ
TV JOJ je soukromá televize vysílající na Slovensku. Vysílá od 2. března 2002. Vznikla z původní televizní stanice TV Global. Prvním generálním ředitelem byl Richard Rybníček, který 28. února 2003 odešel do STV dnes známé jako RTVS. Na jeho místo nastoupil Milan Kňažko, který kvůli práci v divadle 28. února 2007 na TV JOJ skončil. Televize byla bez ředitele až do 2. května 2007, kdy se jím stal Richard Flimel.

## Historie
TV JOJ vznikla ze stanice TV Global. Ta vysílala od 25. března 2000 do března 2002 ze zázemí košické TV Naša. V jedné televizi byl vyhrazen prostor pro 18 městských a lokálních stanic, jejich počet později narostl až na 25. Každá stanice měla svůj vyhrazený časový slot, všechny ale měly jednotnou grafiku, upoutávky či staniční hlas. Do televize se sledovaností méně než 1 % v roce 2001 vstoupila prostřednictvím společnosti Česká produkční Invest česká TV Nova. Koncem tohoto roku ředitel TV Nova Vladimír Železný představil novou podobu TV Global, kromě nového zaměření došlo také k jejímu přejmenování. Jako TV JOJ vysílá stanice od 2. března 2002, prvním pořadem byly ve 20:00 „Noviny“ s moderátorskou dvojicí Dana Roháčová a Branislav Ondruš. Následoval sport s Petrem Hollým. Celá přípravná lhůta a start TV JOJ se nesla ve znamení hesla „nuda na Slovensku skončila“.
Nová televize měla přinést na Slovensko konkurenční prostředí. V souvislosti se spuštěním stanice se ze strany TV Markíza, kterou tehdy vedl slovenský politik Pavol Rusko, připravovaly zákroky zamezující začátek jejího vysílání. Po rozhodnutí Nejvyššího soudu Slovenské republiky se to ale nepodařilo.
V prvních letech ale neslavila televize JOJ příliš úspěchů ve sledovanosti. Jakmile se CME zmocnila opět TV NOVA, musela prodat JOJ původnímu majiteli, tedy slovenským parternům Vladimíra Železného, protože slovenský zákon nedovolil vlastnit dvě televize najednou – a druhou televizí CME na Slovensku byla TV Markíza.

## Současnost
V současnosti je TV JOJ plnoformátová televize, která zaručila konkurenční prostředí a změnu televizního vysílání na Slovensku. Na počátku roku 2019 došlo k akvizici Československé filmové společnosti. Do skupiny stanic tak přibyly TV stanice CS film, Kinosvět, TV WAR, CS Mini a Horor film a také SVOD platforma FILMPOPULAR.

## Sledovanost
Po televizní stanici TV Markíza je druhým nejsledovanějším kanálem na Slovensku.[zdroj?]
Nejsilnějšími programy od jeho vzniku byly Děvče za milión (finále této reality show v prosinci 2004 sledovalo 1 250 000 Slováků starších 12 let), Miliónový tanec, VyVolení. Pravidelně dobré výsledky už déle přináší pořad Inkognito. V Bratislavském kraji jsou pravidelně nejsledovanějším programem v 19:30 Noviny.
Sledovanost ovlivňovala v době analogu i z části pokrytí území Slovenska signálem TV JOJ. To bylo 83 % obyvatelstva (TV Markíza – 98 %, STV – 99 %).
V době digitalu byla dlouhodobě nejsledovanější stanicí na Slovensku,  hlavně po odchodu TV Markíza z pozemního vysílání (DVB-T), ale postupně se Markíza opět stala nejsledovanější stanicí.

## Zpravodajství
TV JOJ do roku disponovala studiem a grafickým zpravodajstvím, které silně navazovalo na českou TV Nova. Od 22. dubna 2007 se uskutečnila kompletní změna obou těchto prvků, aby se sladily všechny zpravodajské a publicistické relace.
Technologická inovace se projevila například v zprostředkovávání obrazových informací přes šest bezrámových plazmových obrazovek. Televize bude pracovat s tzv. matnicovým systémem (promítání zespoda speciální fólii – použití i ve vysílání De Facto). Podle televize bude JOJ první v Evropě na zpravodajské účely používat 3D Musion – systém holografického zobrazování obrazu. Tato technologie umožňuje realisticky umístit do studia zpravodajství člověka, který se v něm aktuálně nenachází.

## Televizní stanice

### Stanice na Slovensku
| Logo       | Název       | Popis |
| ---------- | ----------- | --- |
|            | TV JOJ      | Hlavní stanice, spuštěná v roce 2000 původně pod názvem TV Global, od roku 2002 pak pod názvem TV JOJ. Vysílá seriály, reality show, zpravodajství, filmy a zahraniční akvizice. Dlouhou dobu byla druhá nejsledovanější televize na Slovensku, po odchodu konkurenční TV Markíza z DVB-T se stala v současné době nejsledovanější. Pvšem postupem času Markíza převzala pozici nejsledovanější televize a Joj se stala opět druhou nejsledovanější televizí.Je dostupná také v HD.                                                      |
|            | JOJ Plus    | Druhá stanice, která začala vysílat v roce 2008 původně pod názvem JOJ Plus, později jenom Plus. Program je orientován na mladší, převážně mužské diváky (podobně jako česká Prima Cool). Vysílá zahraniční akvizice jakoŽiví mrtví, Hannibal, Kriminálka New York, Kriminálka Miami, Kriminálka Las Vegas, Castle na zabití nebo Ninja faktor, filmy, publicistické pořady, sportovní přenosy, dokumentární pořady (např. Bořiči Mýtů nebo Lovci nacistů) a také pořady a seriály dříve vysílané na TV JOJ. Stanice je dostupná i v HD. |
| JOJ WAU TV | JOJ WAU     | Třetí stanice skupiny, která začala vysílat v roce 2013. Program je orientován na ženy (podobně jako česká stanice Prima Love). Vysílá zahraniční akvizice jako Kriminálka Miami či Kriminálka Las Vegas, americké reality show, telenovely, filmy a pořady dříve vysílané TV JOJ jako Nákupní maniačky, Moja mama varí lepšie ako tvoja nebo Súdná sieň. Stanice je dostupná i v HD. |
|            | Jojko       | Byla spuštěna 1. ledna 2020 jako náhrada za dětskou stanici RiK . Stanice je cílená na děti a vysílá hlavně dabované animované seriály ve slovenském jazyce. |
|            | JOJ Šport   | Sportovní stanice zaměřená převážně na slovenské sportovce a jejich výkony. |
|            | JOJ 24      | Zpravodajská stanice (podobně jako česká CNN Prima News). |
|            | JOJ Svet    | Dokumentárně vzdělávací stanice (podobně jako česká Prima Zoom). |
|            | JOJ Šport 2 | Druhá sportovní stanice zaměřená převážně na slovenské sportovce a jejich výkony. |

### Stanice v Česku
| Logo            | Název        | Popis |
| --------------- | ------------ | --- |
|                 | JOJ Family   | Stanice spuštěná v roce 2016 zaměřená na české publikum. Mimo repríz pořadů a reality show z TV JOJ nabízí i například vlastní pořad v češtině Soudní síň (vysílána také na FTV Prima) nebo seriály a filmy z československé tvorby (např. Chlapci a chlapi, Plechová kavalerie nebo 30 případů majora Zemana). Vysílá bezplatně v DVB-T2 nebo v rámci základních nabídek kabelových, IPTV a satelitních operátorů. |
| JOJ Cinema logo | JOJ Cinema   | Placená stanice spuštěná v roce 2015 vysílající převážně zahraniční filmy v českém jazyce. Stanice je však také dostupná i na Slovensku. |
| CS Film logo    | CS Film      | Placená stanice zaměřená výhradně na české a slovenské filmy. Založena v roce 2005. Je dostupná jak v Česku tak na Slovensku. |
| CS Mystery logo | CS Mystery   | Vysílá dokumenty o záhadách, paranormálních jevech, světě válek a zločinů a alternativní historii. Vysílá bezplatně v DVB-T2 nebo v rámci základních nabídek kabelových, IPTV a satelitních operátorů. |
| CS History logo | CS History   | Placený dokumentární kanál vysílající pořady s vojenskou a konspirační tematikou, pořady o české a slovenské armádě, seriály o špionáži, terorismu a hrozbách z vesmíru nebo dokumenty o historických bitvách a moderních postupech vedení války. |
|                 | CS Horror    | Placená stanice se zaměřuje na české a zahraniční hororové snímky. |
|                 | Film Popular | Nejedná se o klasický televizní kanál, ale o internetovou videotéku obsahující pořady vysílané na výše uvedených stanicích. |